# Улица Меркурьева
Улица Мерку́рьева — улица в историческом районе Парнас в Выборгском районе Санкт-Петербурга. Проходит от проспекта Энгельса до улицы Фёдора Абрамова.

## История
Улица возникла в 2000-х годах как логическое продолжение 4-го Верхнего переулка в строящемся районе «Северная долина». Постановлением правительства Санкт-Петербурга № 1368 от 07.10.2010 данное продолжение было официально включено в состав переулка.
2 марта 2022 года участок 4-го Верхнего переулка от проспекта Энгельса до улицы Фёдора Абрамова получил самостоятельное название — улица Меркурьева, в честь народного артиста СССР Василия Меркурьева, а чуть позднее у выходивших на этот участок домов были изменены адреса.
До 2023 года улица не имела транзитного проезда и состояла из разбитого асфальтированного участка возле домов 3–7 и грунтового покрытия, примыкавшего к проспекту Энгельса. После дождей дорога покрывалась большими и глубокими лужами. К ноябрю 2023 года силами компании-застройщика «Главстрой-СПб» улица была реконструирована и приведена к строительным нормативам. При этом её трасса сместилась несколько южнее, а по обе стороны проезда появились тротуары.

## Пересечения
Улица пересекается со следующими магистралями:
- проспект Энгельса
- Толубеевский проезд
- улица Фёдора Абрамова